# Gabriele Gatti
Pour les articles homonymes, voir Gatti.
Gabriele Gatti, né le 27 mars 1953 à Saint-Marin, est un homme politique de Saint-Marin, membre du Parti démocrate-chrétien. Il est capitaine-régent de Saint-Marin  du 1er octobre 2011 au 1er avril 2012 avec Matteo Fiorini.